# Maria Hinojosa
Maria Hinojosa est une journaliste américaine née le 2 juillet 1961 à Mexico, au Mexique.
Elle arrive avec sa famille aux États-Unis (à Chicago) depuis le Mexique en 1962.
Elle est la fondatrice de la société de production The Futuro Media Group, qui produit notamment America By the Numbers with Maria Hinojosa: Clarkston Georgia diffusée sur le réseau de télévision public américain PBS.
Elle est présentatrice et productrice exécutive de l'émission radiophonique Latino USA diffusée sur la radio publique américaine NPR.
Elle a reçu plusieurs prix dont quatre Emmy Awards, dont un en 2002 pour sa couverture des attentats du 11 septembre 2001.
En 2012, elle est nommée à la chaire  Sor Juana Inés de la Cruz de l'Université DePaul.
En 2022, elle, son équipe de Futuro Media et Public Radio Exchange reçoivent le Prix Pulitzer du reportage audio pour Suave.
En janvier 2024, elle reçoit le prix Edward R. Murrow pour l'ensemble de sa carrière.
Elle fait partie des bénéficiaires du Centre Pulitzer.
Elle est mariée à l'artiste German Pérez.

## Publications
(en) Once I Was You : A Memoir of Love and Hate in a Torn America, 2020, 352 p. (ISBN 9781982128654, lire en ligne)